# Ozero Golovets
Ozero Golovets (ryska: Озеро Головец) är en sjö i Belarus.   Den ligger i voblasten Vitsebsks voblast, i den norra delen av landet, 210 km nordost om huvudstaden Minsk. Ozero Golovets ligger 132 meter över havet. Arean är 0,22 kvadratkilometer. Den ligger vid sjön Vozera Tjarvjatka. Den sträcker sig 0,6 kilometer i nord-sydlig riktning, och 0,4 kilometer i öst-västlig riktning.
I omgivningarna runt Ozero Golovets växer i huvudsak blandskog. Runt Ozero Golovets är det glesbefolkat, med 16 invånare per kvadratkilometer.